# Bekaert (entreprise)
Pour les articles homonymes, voir Bekaert.
Bekaert est une entreprise belge spécialisée dans la transformation de fil d'acier et les techniques de revêtement. En 2018, elle a généré un chiffre d'affaires global de 5,1 milliards €.

## Histoire
Bekaert est fondé en 1880 à Zwevegem par Leon Leander Bekaert, un jeune quincaillier. La société fabrique d'abord des clôtures pour les basses-cours. En 1894, un revêtement de zinc est ajouté pour résister à la rouille.
Après la Première Guerre mondiale, Bekaert rachète une tréfilerie à Bourbourg en France et y démarre la production en 1924. Durant les années 1920, la société commence à fournir le territoire américain. En 1930, la société compte 600 salariés. En 1932, Bekaert se lance dans la fabrication de clous.
Après la Seconde Guerre mondiale, Bekaert se diversifie dans les revêtements, l'acier inoxydable, les cordes d'acier. Dans les années 1950 et 1960, Bekaert ouvre des bureaux en Amérique Latine, à New-York et à Tokyo. Dans les années 1970, face au premier choc pétrolier, Bekaert revoit ses process et développe des matériaux plus résistants et surtout moins consommateurs en pétrole pour être produits. Bekaert poursuit son internationalisation avec des ouvertures de bureaux dans de nouveaux pays (Espagne, Brésil). En 1974, Bekaert ouvre une usine à Quito (Équateur), puis une autre à Van Buren[Laquelle ?] (États-Unis) en 1976.
Au début des années 1980, Bekaert développe de nouvelles fibres avec un diamètre de quelques microns. Le groupe ouvre trois nouvelles usines en Australie, aux États-Unis et en Turquie. À la fin des années 1980, le groupe Bekaert compte 15 000 employés. Dans les années 1990, Bekaert ouvre deux usines en Chine.
En 2001, le groupe se lance dans le marché des films pour fenêtres, puis développe fortement sa présence sur le sol chinois dans les années suivantes. En 2004, Bekaert rachète la société française Sorevi (qui devient Bekaert-Sorevi) spécialisée dans la production des revêtements Cavidur fortement utilisés dans la Formule 1. En 2010, Bekaert annonce un investissement de 2 millions de dollars pour augmenter la capacité de son usine de Shelbyville (Kentucky) aux États-Unis.
De 2002 à 2010, la part de Belges dans l'actionnariat de Bekaert est passée de 80% (dont 36% détenues par la famille Bekaert) à 20%. En 2010, Bekaert vend ses solutions de Diamond-like carbon au Suisse Sulzer pour 11 millions d'euros. En 2010, la moitié du bénéfice d'exploitation du groupe provient de la Chine. De janvier à juin 2011, l'action de Bekaert dégringole en bourse et perd 30% de sa valeur (dont une chute de 8,5% le 10 juin). 
En juin 2014, Bekaert crée une coentreprise avec l'Italien Maccaferri pour la commercialisation et la distribution de matériel de construction pour les infrastructures industrielles. De 2014 à 2015, Bekaert reprend les divers sites de corderie d'acier de Pirelli. En décembre 2015, Bekaert crée la coentreprise Bridon Bekaert Ropes Group avec le Régime de retraite des enseignantes et des enseignants de l'Ontario. En avril 2018, Bekaert rachète les 33% que possède le Régime de retraite des enseignantes et des enseignants de l'Ontario dans Bridon Bekaert et devient propriétaire à 100% de la structure.
En avril 2018, Bekaert se joint à Kiswire America and Tokusen USA pour solliciter auprès du US Bureau of Industry and Security (BIS) d'être exempt de la section 232 sur les tarifs appliqués aux métaux carbone de type 1078 et supérieure, une requête finalement refusée par les autorités américaines en juin 2018. À la suite de ce refus, Bekaert menace de fermer ses usines situées dans l'état d'Arkansas.
En juin 2018, Bekaert ferme son usine de Figline Valdarno en Italie et supprime 318 emplois. En décembre 2018, Bekaert annonce un investissement de 125 millions de dollars pour la construction d'une usine au Vietnam, dont l'ouverture est prévue pour 2021. En janvier 2019, Bekaert participe au lancement de la première usine d'impression 3D en béton en Europe.

## Description
Par sa spécialisation, elle travaille dans les secteurs de l'automobile, de la construction, de l'énergie, de la consommation des matériaux de base, de l'équipement et de l'agriculture.
L'entreprise dispose de quatre divisions:
- Rubber Reinforcement
- Steel Wire Solutions
- Specialty Businesses
- Bridon-Bekaert Ropes Group

Bekaert produit et commercialise entre autres l'armature métallique Murfor pour supprimer les chaînages en béton armé.
L'entreprise est cotée sur Euronext Belgique BEL MID Index. Elle fait partie de l'indice Next 150. Elle est membre de l'association européenne des équipementiers automobiles, le CLEPA.

## Actionnaires
Au 21 avril 2019
| Nom                                 | Actions    | %      |
| Stichting AK Bekaert                | 20 709 721 | 34,28% |
| Bekaert - autocontrôle              | 3 888 245  | 6,44%  |
| BNP Paribas Asset Management France | 1 900 000  | 3,15%  |
| CAPFI DELEN Asset Management        | 1 551 500  | 2,57%  |
| Dimensional Fund Advisors           | 1 348 974  | 2,23%  |
| Norges Bank Investment Management   | 1 169 616  | 1,94%  |
| The Vanguard Group                  | 939 069    | 1,55%  |
| ING Belgium SA/NV (Private Banking) | 552 285    | 0,91%  |
| Degroof Petercam Asset Management   | 462 000    | 0,76%  |
| BlackRock Fund Advisors             | 398 739    | 0,66%  |

### Pages liées
- Leo Leander Bekaert (en néerlandais : nl)
- Paul Buysse